# Alt Mölln
Alt Mölln là một đô thị thuộc huyện Lauenburg, trong bang Schleswig-Holstein, nước Đức. Đô thị Alt Mölln có diện tích 6,44 km², dân số thời điểm 31 tháng 12 năm 2006 là 869 người.